# Stadtbus Bad Pyrmont
Der Stadtbus Bad Pyrmont ist das ÖPNV-Angebot der niedersächsischen Kurstadt Bad Pyrmont. Betreiber waren bis 2017 die Stadtwerke Bad Pyrmont, die ihre Bussparte zum 1. Januar 2017 an den Landkreis Hameln-Pyrmont abgegeben haben. Seitdem betreibt die Verkehrsgesellschaft Hameln-Pyrmont GmbH (VHP), die seit 2025 als Öffis Nahverkehr Hameln-Pyrmont GmbH firmiert, den Stadtbusverkehr in Bad Pyrmont.
Die Geschichte des Stadtbusses in Bad Pyrmont begann 1925 mit zwei NAG-Bussen, die die seit 1879 als Pferdebahn betriebene Pyrmonter Straßenbahn ablösten.

## Liniennetz
2013 betrieben die Stadtwerke Bad Pyrmont drei Stadtbuslinien, die Linien 61, 62 (Bahnhof-Zentrum-Holzhausen-Zentrum-Bahnhof) und 63 (Nordstadt). Kurzzeitig wurde auch eine Linie 64 betrieben. Außerdem waren im Schülerverkehr Zusatzbusse eingesetzt.

## Fahrzeuge
Die Stadtwerke setzten auf den Linien Niederflurbusse der Typen O 405 N Diesel und Citaro von Daimler-Benz/EvoBus ein. Ein geplanter Einsatz von Kleinbussen auf der Basis von Mercedes-Sprinter-Fahrgestellen wurde nach kurzer Erprobung verworfen, weil besonders ältere und mobilitätseingeschränkte Personen Probleme beim Ein- und Ausstieg hatten. Im Jahr 2005 wurde der erste Citaro-Erdgasbus angeschafft, ein weiterer im Jahr 2010 in Betrieb genommen. Alle Busse waren in rot und grau lackiert, die vorherige Farbgestaltung war grün und beige.

## Haltestellen
Die Haltestellen waren bis 2017 nicht einheitlich gestaltet, in den 90er Jahren wurde begonnen, die Haltestellenschilder und Wartehäuschen in grün zu gestalten, dieses Farbkonzept wurde zwar nach der Einführung der neuen Busfarbgestaltung beibehalten, aber auch nicht weiter ausgebaut. Im Zuge der Innenstadtsanierung wurden die Haltestellen „Markt“ und „Hauptpost“ behindertengerecht gestaltet, 2010 auch die Haltepunkte an der Schillerstraße.